# Patent (unealtă)

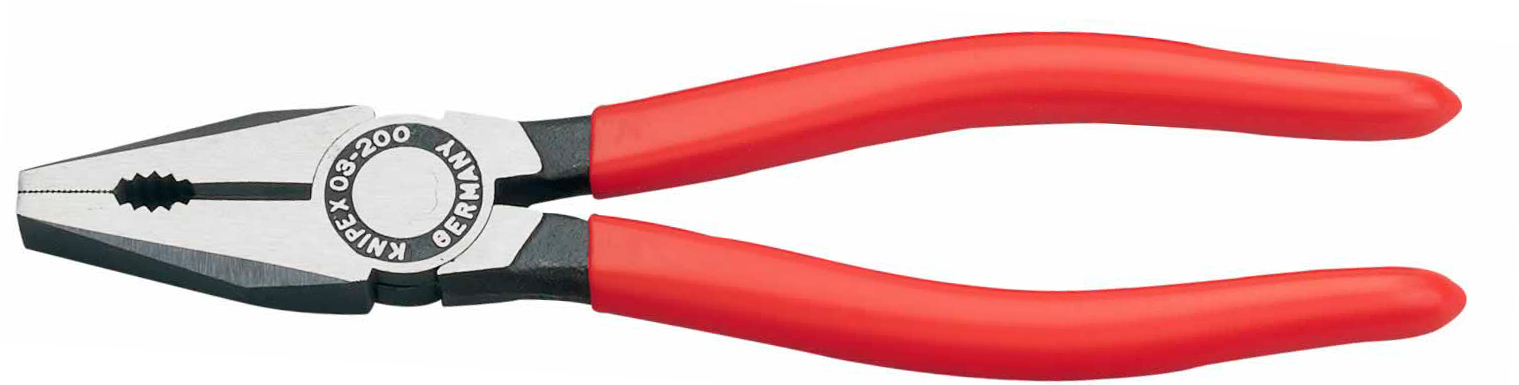
Patent

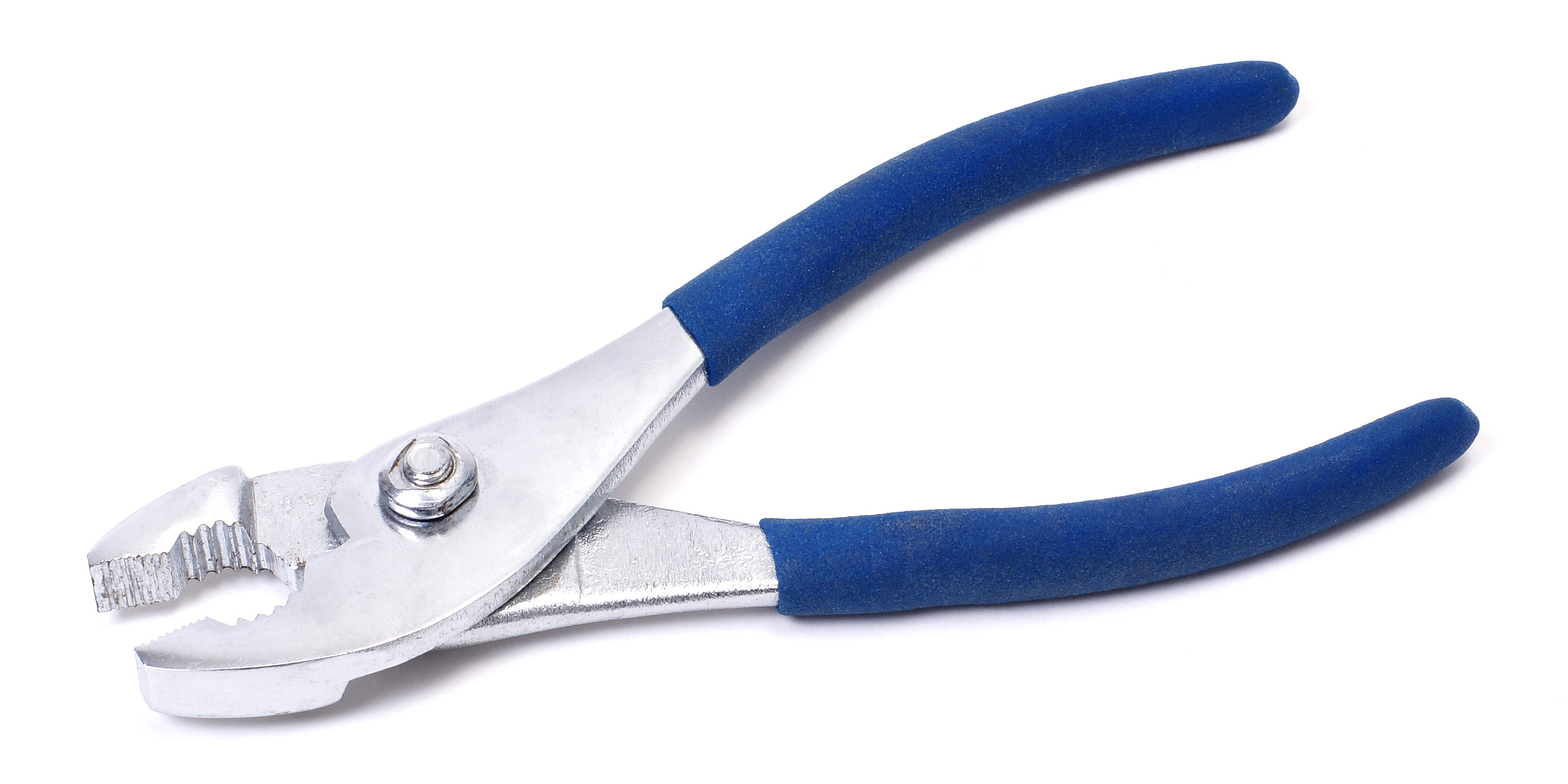
Patent

Patentul este unealtă de mână folosită pentru a prinde obiecte, posibil dezvoltat din cleștii pentru fierari care erau folosiți în Epoca de Bronz în Europa.
De asemenea sunt folosiți pentru a îndoi sau pentru a presa diverse tipuri de materiale.